# Brunfläckig fotblomfluga
Brunfläckig fotblomfluga (Platycheirus kittilaensis) är en tvåvingeart som beskrevs av Dusek och Laska 1982. Brunfläckig fotblomfluga ingår i släktet fotblomflugor, och familjen blomflugor.
Artens utbredningsområde är Finland. Arten är reproducerande i Sverige. Inga underarter finns listade i Catalogue of Life.